# العلاقات التشادية الفنزويلية
العلاقات التشادية الفنزويلية هي العلاقات الثنائية التي تجمع بين تشاد وفنزويلا.

## مقارنة بين البلدين
هذه مقارنة عامة ومرجعية للدولتين:
| وجه المقارنة                                              | تشاد                      | فنزويلا                                  |
| --------------------------------------------------------- | ------------------------- | ---------------------------------------- |
| المساحة (كم2)                                             | 1.28 مليون                | 916.45 ألف                               |
| عدد السكان (نسمة)                                         | 15.23 مليون               | 28.87 مليون                              |
| الكثافة السكانية (ن./كم²)                                 | 11.9                      | 31.5                                     |
| العاصمة                                                   | انجمينا                   | كاراكاس                                  |
| اللغة الرسمية                                             | لغة فرنسية، اللغة العربية | اللغة الإسبانية، لغة الإشارة الفنزويلية ‏ |
| العملة                                                    | فرنك وسط أفريقي           | بوليفار فنزويلي                          |
| الناتج المحلي الإجمالي (بليون دولار)                      | 9.98 مليار                | 482.36 مليار                             |
| الناتج المحلي الإجمالي (تعادل القوة الشرائية) بليون دولار | 30.54 مليار               |                                          |
| الناتج المحلي الإجمالي الاسمي للفرد دولار أمريكي          | 775                       |                                          |
| الناتج المحلي الإجمالي للفرد دولار أمريكي                 | 2.18 ألف                  |                                          |
| مؤشر التنمية البشرية                                      | 0.392                     | 0.762                                    |
| رمز المكالمات الدولي                                      | +235                      | +58                                      |
| رمز الإنترنت                                              | .td                       | .ve                                      |
| المنطقة الزمنية                                           | ت ع م+01:00               | 00                                       |

## منظمات دولية مشتركة
يشترك البلدان في عضوية مجموعة من المنظمات الدولية، منها:
| علم المنظمة | اسم المنظمة                        | تاريخ انضمام تشاد | تاريخ انضمام فنزويلا |
| ----------- | ---------------------------------- | ----------------- | -------------------- |
|             | الاتحاد البريدي العالمي            | ?                 | ?                    |
|             | البنك الدولي للإنشاء والتعمير      | 10 يوليو 1963     | 30 ديسمبر 1946       |
|             | منظمة التجارة العالمية             | ?                 | ?                    |
|             | يونسكو                             | 19 ديسمبر 1960    | 25 نوفمبر 1946       |
|             | وكالة ضمان الاستثمار متعدد الأطراف | 11 يونيو 2002     | 9 مايو 1994          |
|             | منظمة حظر الأسلحة الكيميائية       | ?                 | ?                    |
|             | منظمة الشرطة الجنائية الدولية      | ?                 | ?                    |
|             | مؤسسة التمويل الدولية              | 2 أبريل 1998      | 28 ديسمبر 1956       |
|             | الأمم المتحدة                      | 20 سبتمبر 1960    | 15 نوفمبر 1945       |
|             | الاتحاد الدولي للاتصالات           | 25 نوفمبر 1960    | 13 أغسطس 1920        |

## وصلات خارجية
- موقع وزارة الخارجية الفنزويلية